# Helga Henschen
Anna Helga Henschen, född 23 februari 1917 i Engelbrekts församling i Stockholm, död 15 augusti 2002 i Sundbyberg, var en svensk målare, författare och illustratör.

## Biografi

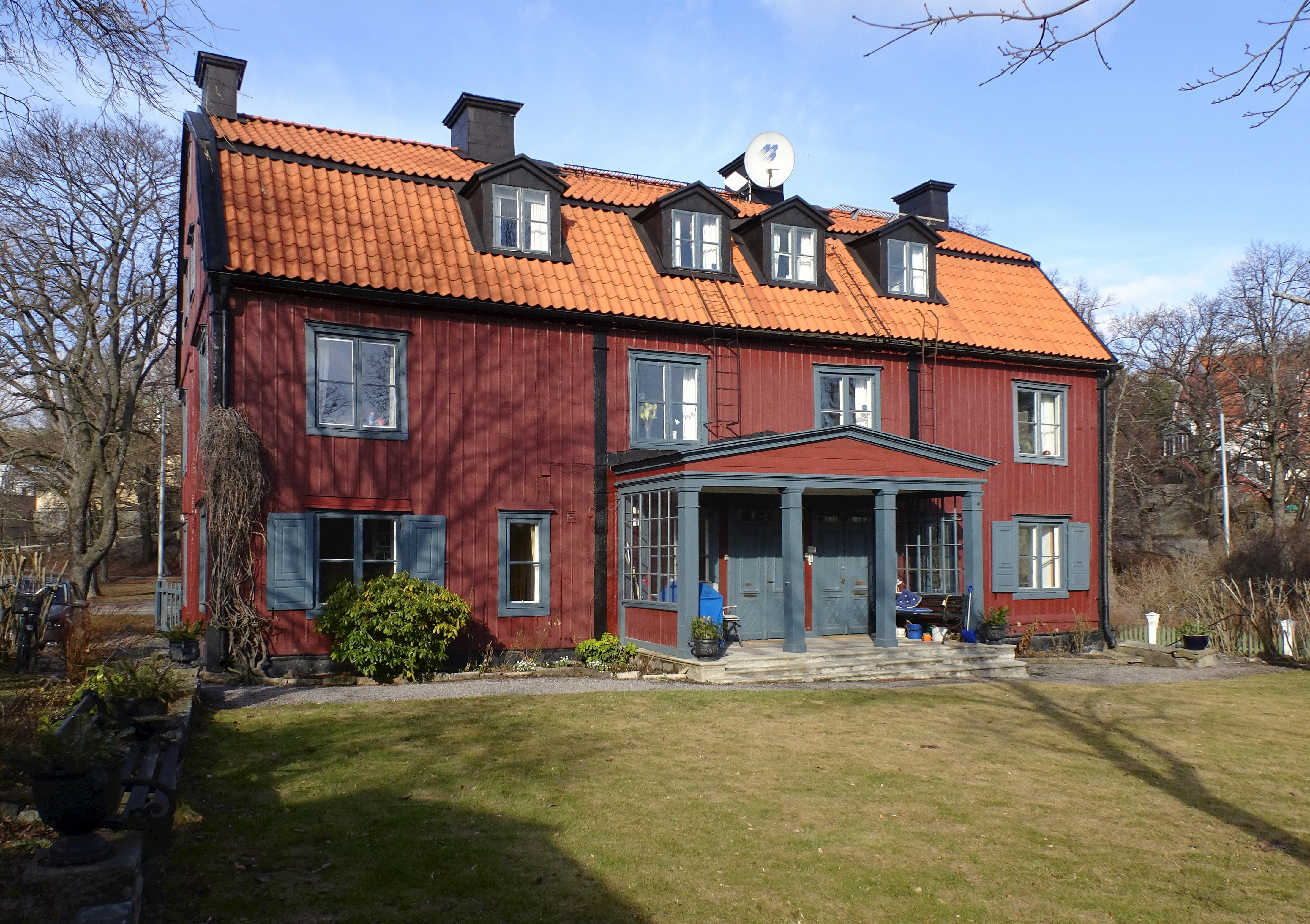
Helga Henschens barndomshem Rosenvik på Södra Djurgården.

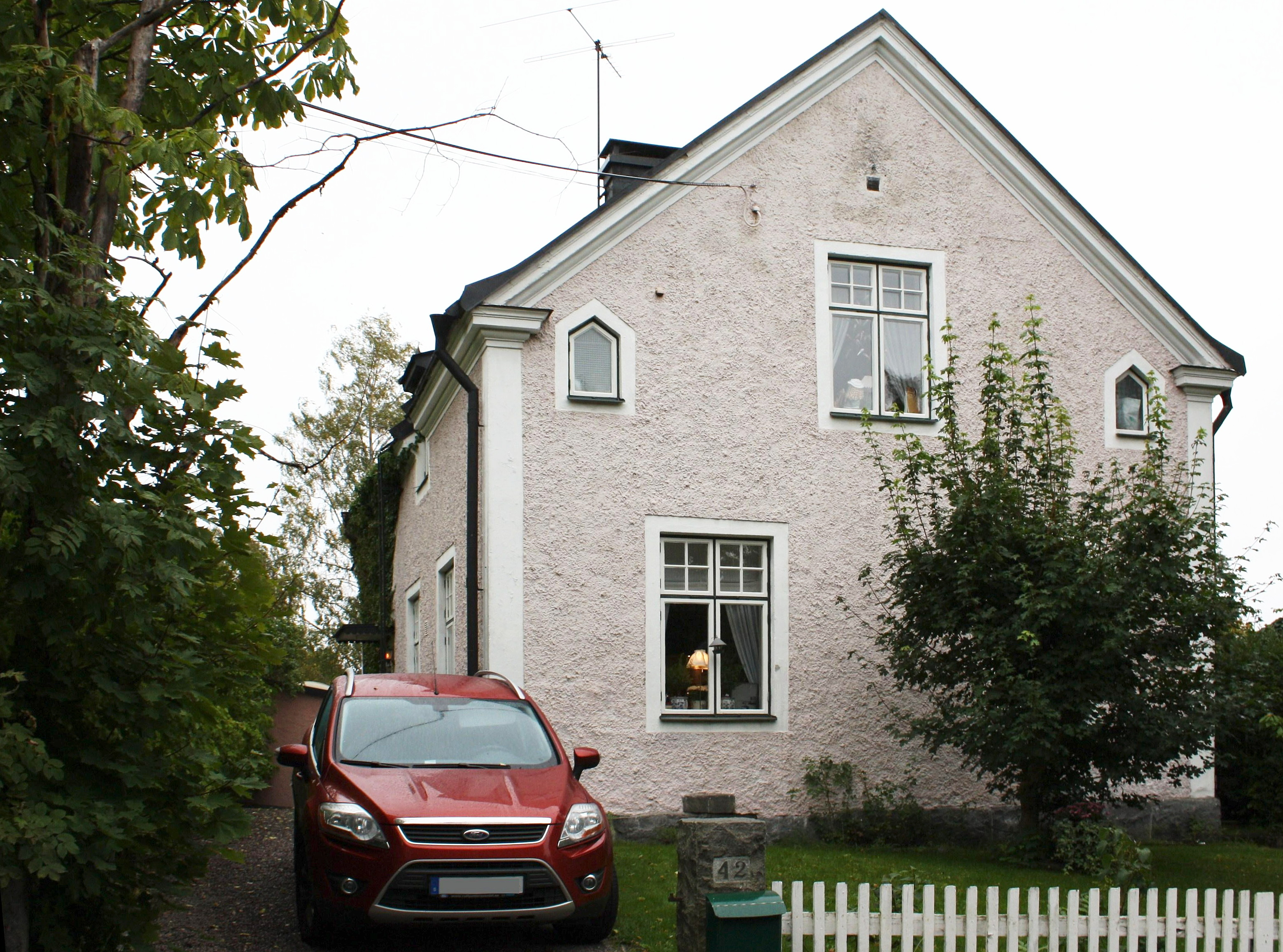
Helga Henschens hem i Duvbo, Sundbyberg.

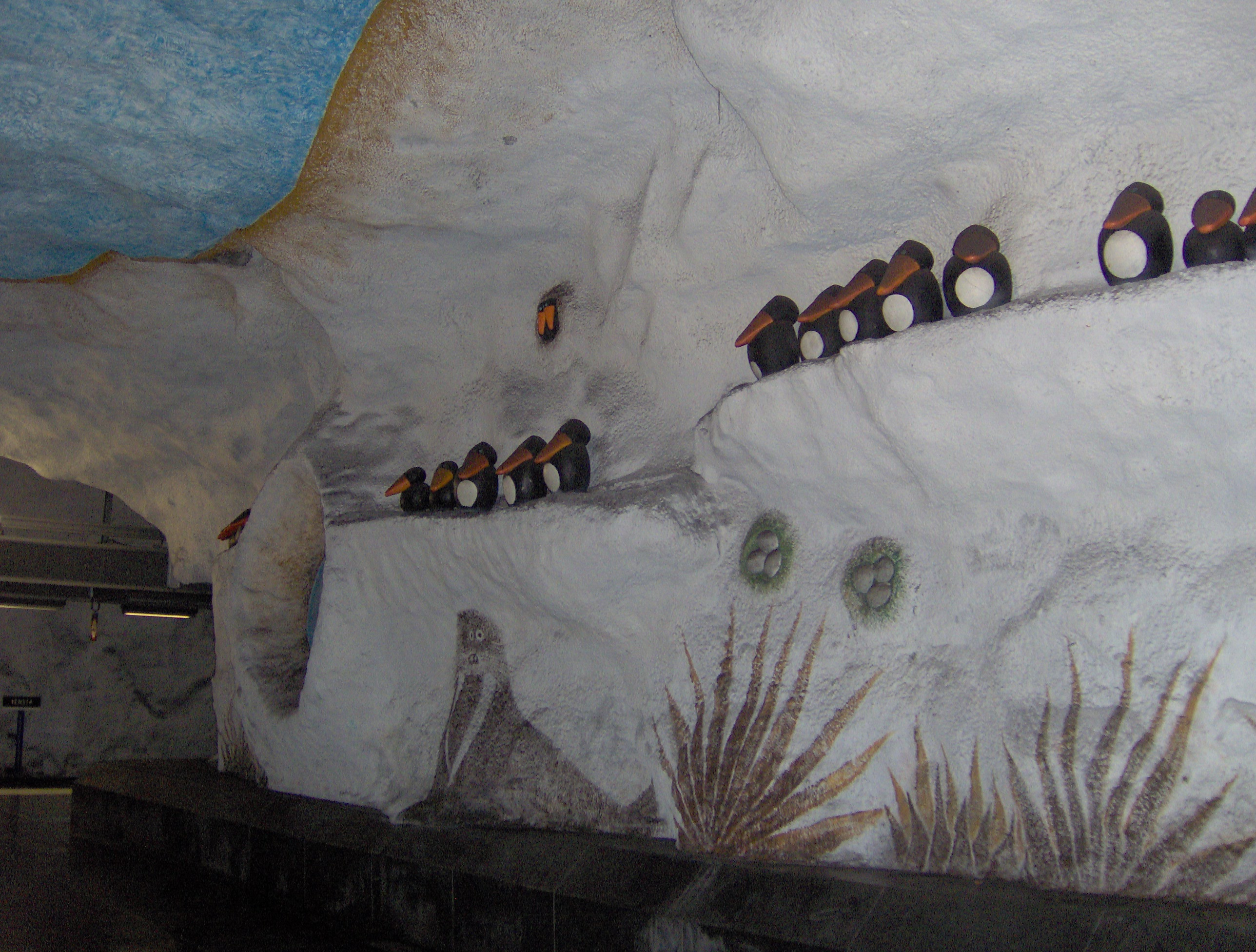
Utsmyckning i Tensta tunnelbanestation

Helga Henschen var dotter till Folke Henschen och Signe Henschen (född Thiel) samt faster till Helena Henschen. Hennes barndomshem var villa Rosenvik på Södra Djurgården som modern Signe hade fått i bröllopsgåva 1919 av sin far Ernest Thiel. Hon var gift med författaren Peter Weiss 1943–1947 och med poeten Ralf Parland 1961–1965. Med Peter Weiss fick hon dottern Rebecca Weiss.
Helga Henschen utbildade sig vid Maj Brings målarskola, Otte Skölds målarskola och 1940–1945 på Konstakademien. Hon hade sin första separatutställning 1947 i Stockholm och färdigställde 1975 utsmyckningen i Tensta tunnelbanestation. 1978 invigdes Henschens fontän Dafne i Södertälje. Hon har skrivit memoarerna Vägen till Rebella, Åren med Peter  och Kvinna, konstnär, alltid Rebella. 
Som bokillustratör har hon bland annat illustrerat Ballader i det blå av Evert Taube, Tuff och Tuss på äventyr av Gösta Knutsson, Festen i Hulabo av Britt G. Hallqvist samt Gyllenåsnan av Ebbe Linde. Henschen är representerad vid bland annat Nationalmuseum, Moderna museet och Arkivet för dekorativ konst.
I sin självbiografi Vägen till Rebella från 1981 beskrev hon sitt barndomshem på Djurgården. Där berättade hon bland annat att "vårt hus är inte ett vanligt hus" och "vårt hus var heligt på något sätt". Jenny Lind hade sjungit därinne och när 7:ans spårvagn skramlade förbi om kvällen "då skakade hela huset och fick ont i hjärtat".

## Offentliga verk i urval
- Utsmyckning av Tensta tunnelbanestation i Stockholm (1975)
- Dafne, fontän, inomhustorget i kvarteret Luna, Södertälje centrum (1978)

## Priser och utmärkelser
- 1985 – ABF:s litteratur- & konststipendium
- 1998 – Knut V. Pettersson-stipendiet